# Парагвайско-тайваньские отношения
Парагвайско-тайваньские отношения, также известные как китайско-парагвайские отношения между Республикой Парагвай и Китайской республикой были основаны 8 июля 1957 года. Парагвай одна из 15 стран и единственная в Южной Америке страна, имеющая дипломатические отношения с Китайской республикой как единственным законным правительством Китая. С 1999 года у Парагвая есть посольство в Тайбее. Тайвань в свою очередь имеет посольство в Асунсьоне и генеральное консульство в Сьюдад-дель-Эсте (на разных концах страны). Китайская республика вторая страна в Азии, после Японии,  имеющая отношения с Парагваем.

## История

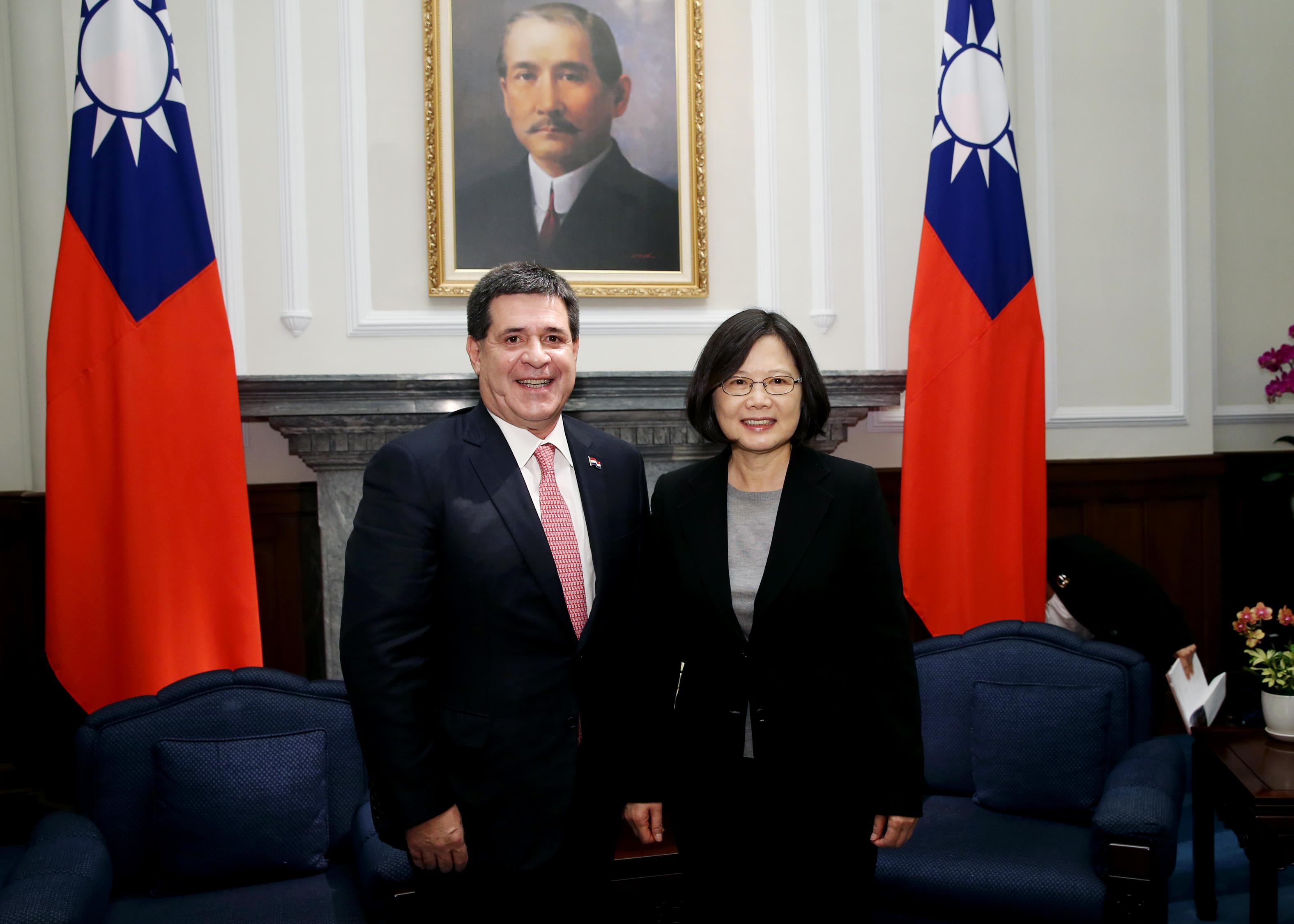
бывший президент Парагвая Орасио Картес и президент Китайской республики Цай Инвэнь в Тайбэе.

Правительства Парагвая и Китайской республики (как единственного законного представителя Китая) основали дипломатические отношения 8 июля 1957 года. В последующие десятилетия обе стороны подписали Соглашение о культуре (1961), договор о дружбе (1968) и соглашения по туризму и инвестициям (1975). 
Правительства генерала Альфреда Стресснера и генералиссимуса Чана Кайши объединяла антикоммунистическая позиция. Многие парагвайские офицеры прошли подготовку в колледже Фу Синг Кан на Тайване.  
После свержения Стресснера и прихода к власти Андреса Родригеса в качестве законно избранного президента Парагвая, КНР немедленно предложила установить дипломатические отношения. Однако опытный политик и генерал Ван Шин, занимавший пост посла Китайской республики в Парагвае и его штаб дипломатов сумел убедить парагвайскую сторону что продолжать отношения с Тайванем и тем самым сохранять поддержку Тайваня в развитии и доступ на тайваньские рынки более выгодно для Парагвая. Цин Чин, атташе по вопросам коммерции посольства Китайской республики в Асунсьоне, позднее вспоминал: «Я постоянно пытался понять, что мы можем у них купить. Это было крайне сложно, поскольку они ничего не могли предложить».
В 1990х годах Китайская республика помогала Парагваю в ряде проектов экономического развития, в начале 2009 года предоставляла Парагваю крупные ссуды. Правительство Тайваня предлагало отсрочку платежа по непогашенной ссуде на 400 миллионов долларов. 
На отношения двух стран всё большее влияние оказывает экономический рост материкового Китая и его строгое отношение к «политике одного Китая». КНР является основным покупателем большей части парагвайского экспорта, особенно сои и говядины, а также вносит значительные инвестиции в эти секторы, что прямо влияет на парагвайскую экономику. Это приводит ко всё более заметным дебатам в Парагвае по поводу политики признания стран. «По мере расширения торговых связей КНР может получить другие формы влияния на Парагвай; прокитайские выступления начались в конце 2019 года в основном со стороны производителей мяса, рынок которых может быть сокращён с помощью фитосанитарных правил». 
Традиционно парагвайские дипломаты в ООН регулярно выносят на сессиях генеральной ассамблеи предложения вернуть Китайскую республику в ООН. Однако осенью 2008 года недавно избранный президент Парагвая Фернандо Луго (чью инаугурацию за несколько дней до этого посетил президент Китайской республики Ма Инцзю) объявил что его страна не будет выносить такое предложение на 63-й ежегодной сессии генеральной ассамблеи.  
Во время правления президента Марио Абдо Бенитеса с августа 2018 года Парагвай подчеркнул свою поддержку протайваньской политике и в то же время искал коммерческие возможности с КНР. «Он подчеркнул стремление расширять коммерческие отношения с КНР всегда уважая нашу историческую дружбу с Тайванем».  
По состоянию на 2018 год Парагвай остаётся последней крупной южноамериканской страной всё ещё признающей Китайскую республику . По состоянию на май 2021 года Парагвай остаётся одной из 15 стран, поддерживающих дипломатические отношения с Китайской республикой.   
В 2004 году Тайвань и Парагвай пытались заключить соглашение о свободной торговле, но необходимость получения одобрения от партнёров Парагвая по организации  МЕРКОСУР (ни один из которых не имеет дипломатических отношений с Тайванем) усложнили процесс. С 27 февраля 2018 года вступило в силу соглашение о свободной торговле.  
В последние годы отношения между странами служат предметом растущих споров в Парагвае. Лонг и Урдинес отмечают, что рост [экономики] КНР увеличивает альтернативные издержки Парагвая, особенно в виде утраченных кредитов и инвестиций из материкового Китая во время товарного бума. Однако Тайвань продолжает пользоваться поддержкой многих парагвайских политиков. В ответ на аргументы, что признание Китайской Народной Республики является экономически необходимым, «ключевые парагвайские элиты активно выступили против идеи о том, что признание неизбежно или выгодно». 17 апреля 2020 года в разгар пандемии коронавируса группа парагвайских сенаторов выдвинула законопроект с целью побудить президента признать КНР и отозвать признание Китайской республики. Однако законопроект не прошёл на голосовании: 16 голосов «за» и 25 – «против». Сторонники признания КНР утверждали, что материковый Китай сможет предоставить большую медицинскую помощь Парагваю, однако Китайская республика оспорила эти доводы, увеличив свою помощь Парагваю после заявления о приостановке отношений между странами . Голосование сопровождалось растущим давлением со стороны населения Парагвая особенно со стороны фермеров, желающих получить доступ на рынок материкового Китая для своей говядины.